# Ochthebius bicolon
Ochthebius bicolon es una especie de escarabajo del género Ochthebius, familia Hydraenidae. Fue descrita científicamente por Germar en 1824.
Se distribuye por Alemania (en el estado libre de Turingia). Mide 1,75-1,85 milímetros de longitud.